# جون أوفرتون
جون ويليامز أوفرتون (بالإنجليزية: John W. Overton)‏، (من مواليد 10 أكتوبر 1894 وقتل يوم 19 يوليو 1918)، وهو رياضي أمريكي سابق، انضم للقوات البحرية الأمريكية سنة 1917، شارك في الحرب العالمية الأولى في الجبهة الفرنسية، حيث قتل في المواجهات سنة 1918.